# حصن القفل (مركز القفل)

تعديل مصدري - تعديل

حصن القفل ( مركز القفل ) هي إحدى قرى عزلة بني جل بمديرية قفل شمر التابعة لمحافظة حجة، بلغ تعداد سكانها 15 نسمة حسب تعداد اليمن لعام 2004.